# 妮娜·波波娃
尼娜·瓦西里耶芙娜·波波娃（俄语：Нина Васильевна Попова，1908年—1994年）是苏联共产党公众女性人物，社会活动家。曾任苏联妇女委员会主席。

## 生平
1908年出生在叶列茨。1925年加入共青团。1932年加入联共（布）。
1945年至1968年，担任苏联妇女委员会主席，同时担任国际民主妇女联合会副主席。曾任苏联拥护和平委员会主席团成员。
1957年至1958年，担任苏联对外文化协会理事会主席。1958年至1975年，苏联对外友好与文化联系协会联合会主席。
苏共中央委员会候补委员（1956年-1961年），苏共中央委员会委员（1961年-1976年）。
1975年，退休。1994年，在莫斯科逝世，安葬于新圣女公墓。